# Fase española de la Copa de las Regiones UEFA 2009-10
La Fase española de la Copa de las Regiones UEFA 2009-10 fue la séptima edición del campeonato que sirve para definir el representante de España a la Copa de las Regiones de la UEFA, donde el campeón participa en la edición de 2011.

## Fases

### VII Copa de las Regiones de la UEFA 2009-10
Primera fase

Grupo A (Andalucía)
| Cantabria    | C.Valenciana | 3-2 |
| Andalucía    | Cataluña     | 1-0 |
| C.Valenciana | Andalucía    | 0-1 |
| Cataluña     | Cantabria    | 3-1 |

Se clasifica: Andalucía
Grupo B (Galicia)
| País Vasco | Galicia | 0-0 |
| País Vasco | Murcia  | 2-1 |
| Galicia    | Murcia  | 4-0 |

Se clasifica: Galicia
Grupo C (Asturias)
| Aragón   | Asturias | 1-0 |
| Aragón   | Canarias | 0-0 |
| Asturias | Canarias | 1-2 |

Se clasifica: Islas Canarias
Grupo D (Castilla y León)
| Castilla-La Mancha | Castilla y León | 0-2 |
| Castilla-La Mancha | Madrid          | 2-1 |
| Castilla y León    | Madrid          | 1-1 |

Se clasifica: Castilla y León
Grupo E (Extremadura)
| Melilla     | Extremadura | 0-1 |
| Ceuta       | Baleares    | 0-0 |
| Extremadura | Baleares    | 0-1 |
| Melilla     | Ceuta       | 0-0 |

Se clasifica: Islas Baleares
Fase intermedia
| Castilla y León | Baleares        | 1-1 |
| Baleares        | Castilla y León | 3-0 |

Semifinales
| 2 de abril de 2010, 12:00 h. | Andalucía | 5-2 (4-0) | Islas Canarias | San Pedro, Vilalonga (Pontevedra) |  |

| 2 de abril de 2010, 17:00 h.             | Galicia           | 1-1 | Islas Baleares | A Nova Serna, Ribadumia (Pontevedra) |  |
|                                          | Adrián Mouriño 8' |     | Moral 22'      |                                      |  |
| Galicia se clasifica por penaltis (5-4). |                   |     |                |                                      |  |

Final
| 4 de abril de 2010, 11:00 h. | Galicia                     | 2-1 (1-1) | Andalucía   | O Baltar, Portonovo (Pontevedra) |  |
|                              | César Otero 50' Felipe 119' |           | Hermoso 52' |                                  |  |